# Izobutan
Izobutan, 2-metylopropan, C
4H
10 – organiczny związek chemiczny z grupy węglowodorów nasyconych, izomer konstytucyjny butanu. W temperaturze pokojowej jest bezbarwnym gazem. Naturalnie może występować m.in. w gazie ziemnym w ilości do 1%. Jest wykorzystywany w przemyśle petrochemicznym w procesach alkilowania, w których reaguje w obecności katalizatorów (kwasu siarkowego lub kwasu fluorowodorowego) z węglowodorami nienasyconymi (np. z propenem czy butenem) tworząc rozgałęzione węglowodory nasycone stosowane jako wysokooktanowe dodatki do benzyny. Stosowany jest również jako gaz pędny w pojemnikach z aerozolami, np. w lakierach do włosów, a także jako czynnik chłodniczy o oznaczeniu R600a m.in. w chłodziarkach.